# Daniel Gygax
Daniel Gygax (sinh ngày 28 tháng 8 năm 1981) là một cựu cầu thủ bóng đá chuyên nghiệp người Thụy Sĩ chơi ở vị trí tiền vệ cánh hoặc tiền đạo hộ công. Gygax đã từng có 35 lần ra sân quốc tế cho Đội tuyển bóng đá quốc gia Thụy Sĩ, và có trong danh sách tham dự 2 Giải vô địch bóng đá châu Âu và Giải vô địch bóng đá thế giới 2006.

## Sự nghiệp thi đấu

### Đầu đời
Gygax được sinh ra vào ngày 28 tháng 8 năm 1981 ở Zürich, Thụy Sĩ.

### Nürnberg
Vào ngày 7 tháng 7 năm 2008, Gygax chuyển tới câu lạc bộ 1. FC Nürnberg tại Bundesliga 2.

### Luzern
Anh rời đội bóng vào ngày 30 tháng 6 năm 2010 để gia nhập FC Luzern. Gygax, cùng với tân binh Hakan Yakin đã giúp đội bóng bất ngờ dẫn đầu trong nửa đầu Giải bóng đá vô địch quốc gia Thụy Sĩ mùa giải 2010–11. Anh đã ghi 7 bàn thắng cho đội bóng trong mùa giải đó.

### Giải nghệ
Gygax giải nghệ ở tuổi 35, vào cuối mùa giải 2016–17.

## Sự nghiệp quốc tế
Gygax ra mắt quốc tế cho Thụy Sĩ vào ngày 31 tháng 3 năm 2004, khi vào sân thay cho Hakan Yakin trong trận thua 1–0 trước Hy Lạp. Anh ghi bàn thắng quốc tế đầu tiên vào ngày 6 tháng 6, trong chiến thắng 1-0 trước Liechtenstein. Tại Giải vô địch bóng đá châu Âu 2004, anh đã chơi trong hai trận vòng bảng cuối cùng của Thụy Sĩ, và hai trận đầu tiên tại vòng bảng của Giải vô địch bóng đá thế giới 2006. Trận đấu quốc tế cuối cùng của anh  diễn ra vào ngày 11 tháng 6 năm 2008, khi vào sân thay người trong trận thua 1-2 trước Thổ Nhĩ Kỳ tại Giải vô địch bóng đá châu Âu 2008.

## Bàn thắng quốc tế
Nguồn:
| Bàn thắng | Ngày                | Địa điểm                                                                                | Đối thủ       | Tỉ số | Kết quả | Giải đấu                                     | Nguồn |
| --------- | ------------------- | --------------------------------------------------------------------------------------- | ------------- | ----- | ------- | -------------------------------------------- | ----- |
| 1.        | 6 tháng 6 năm 2004  | Hardturm, Zürich, Thụy Sĩ                                                               | Liechtenstein | 1–0   | 1–0     | Giao hữu                                     |       |
| 2.        | 9 tháng 2 năm 2005  | Sân vận động Maktoum bin Rashid Al Maktoum, Dubai, Các Tiểu vương quốc Ả Rập Thống nhất | UAE           | 1–0   | 2–1     | Giao hữu                                     |       |
| 3.        | 7 tháng 9 năm 2005  | Sân vận động GSP, Strovolos, Síp                                                        | Síp           | 3–1   | 3–1     | Vòng loại giải vô địch bóng đá thế giới 2006 |       |
| 4.        | 1 tháng 3 năm 2006  | Hampden Park, Glasgow, Scotland                                                         | Scotland      | 2–0   | 3–1     | Giao hữu                                     |       |
| 5.        | 31 tháng 5 năm 2006 | Sân vận động Genève, Lancy, Thụy Sĩ                                                     | Ý             | 1–1   | 1–1     | Giao hữu                                     |       |

## Danh hiệu
FC Zürich
- Cúp bóng đá Thụy Sĩ: 2004–05[5]